# Sítio Novo
Sítio Novo est une municipalité brésilienne située dans l'État du Maranhão.